# Manjerovići
Manjerovići – wieś w Chorwacji, w żupanii karlowackiej, w mieście Karlovac. W 2011 roku liczyła 32 mieszkańców.